# Marian Wojciechowski (żołnierz)
Marian Wojciechowski (ur. 1951 w Lubaczowie) – pułkownik dyplomowany Wojska Polskiego.

## Wykształcenie
- 1965–1969 – Liceum Ogólnokształcące w Lubaczowie;
- 1969–1973 – Wyższa Szkoła Oficerska Wojsk Obrony Przeciwlotniczej w Koszalinie;
- 1979–1982 – Akademia Sztabu Generalnego WP w Warszawie;
- 1991–1992 – Podyplomowe Studium Operacyjno-Strategiczne w AON w Warszawie.

## Kariera zawodowa
- 1973–1979 – dowódca plutonu w 84 Pułku Artylerii Przeciwlotniczej w Jeleniej Górze;
- 1982–1984 – starszy oficer operacyjny w 66 Pułku Artylerii Przeciwlotniczej w Bolesławcu;
- 1984–1986 – Szef Sztabu 66 Pułku Artylerii Przeciwlotniczej;
- 1986–1989 – Dowódca 5 Pułku Artylerii Przeciwlotniczej w Gubinie;
- 1989–1991 – Szef Sztabu 61 Brygady Artylerii WOPL w Skwierzynie;
- 1991–1996 – Dowódca 61 Brygady Artylerii WOPL;
- lipiec 1996 – maj 2001 – Szef Wojsk Obrony Przeciwlotniczej ŚOW;
- 2001–2002 – zastępca szefa Wojsk Obrony Przeciwlotniczej Dowództwa Wojsk Lądowych;
- 4 grudnia 2002 – ? – Szef Wojsk Obrony Przeciwlotniczej Dowództwa Wojsk Lądowych;
- 31 stycznia 2008 przeniesiony do rezerwy[1].

## Odznaczenia
- Krzyż Kawalerski Orderu Odrodzenia Polski[2]
- Złoty Medal „Siły Zbrojne w Służbie Ojczyzny”
- Srebrny Medal Siły Zbrojne w Służbie Ojczyzny
- Brązowy Medal Siły Zbrojne w Służbie Ojczyzny

## Awanse
- podporucznik – 1973
- porucznik –
- kapitan –
- major –
- podpułkownik –
- pułkownik –